# Conectividade algébrica

O icosaedro truncado, visto como um grafo, possui conectividade de vértices 3, porém conectividade algébrica de 0,243.

A conectividade algébrica de um grafo é o segundo menor autovalor da sua matriz Laplaciana associada. Fiedler mostrou que um grafo é conexo se, e somente se, o seu segundo menor autovalor Laplaciano é positivo. Denotamos a conectividade algébrica por a(G).

## Relação com outros Parâmetros
Se o número de vértices de um grafo conexo é n e D é o diâmetro, a conectividade algébrica é  limitada inferiormente por 4/nD.
As conectividades algébrica, de vértices e de arestas, respectivamente a(G), κ(G) e λ(G), estão relacionadas de acordo com o resultado abaixo, provado por Fiedler.

### Teorema
Se G não é um grafo completo então a(G) ≤ κ(G) ≤ λ(G).
Ao contrário da conectividade tradicional, a conectividade algébrica é dependente do número de vértices, bem como a maneira pela qual os vértices estão ligados. Nos grafos aleatórios, a conectividade algébrica diminui com o número de vértices, e aumenta com o grau médio.

A conectividade algébrica também se relaciona com outras propriedades de conectividade, tais como o número isoperimétrico, que é limitado inferiormente por metade da conectividade algébrica.